# Université Sahmyook
L’université Sahmyook (en coréen 삼육대학교 et en hanja 三育大學校) est une université adventiste du septième jour à 15 km au nord-est de Séoul en Corée du Sud. C'est l'une des plus grandes universités adventistes dans le monde.

## Campus

### Histoire
L'université Sahmyook fut fondée par des missionnaires adventistes américains en 1906. Cette petite école appelée le « college Euimyung » se trouvait à Soonan, dans la banlieue de Pyongyang, aujourd'hui en Corée du Nord. Son objectif était d'améliorer le niveau d'instruction des employés adventistes. 
Durant la période d'occupation japonaise, les missionnaires furent contraints de cesser le fonctionnement de l'école. Le gouvernement japonais imposa le culte shinto. L'école demeura fermée jusqu'à la fin de la Seconde Guerre mondiale. Quand la Corée conquit en 1945 son indépendance sur le Japon, l'école se relocalisa à Hoegi, à Séoul.    
Le 25 juin 1950, la guerre de Corée força l'école à fermer. Quand Seoul fut libérée en novembre 1951, l'école déménagea au site actuel, à Gongdeok, Yangjoo, dans la province de Gyeonggi (plus tard renommé Séoul métropolitain). L'école fut alors appelée Sahmyook College. Le pasteur Jemyung Lee fut son premier président. En 1992, le college devint l'université Sahmyook, avec plusieurs départements : anglais, infirmerie, commerce, gestion, nutrition, chimie, musique, biologie, horticulture, réhabilitation ou théologie. 

### Organisation
L'université Sahmyook est située à Hwarangro, un secteur verdoyant au nord-est de Séoul, à 20 minutes par le train de la capitale sud-coréenne. Le campus entretient une variété d'arbres, de plantes et de fleurs indigènes. Chaque année, il est régulièrement classé parmi l'un des dix plus beaux campus du pays. 
L'université comprend six colleges (avec six divisions et dix-sept départements) et quatre graduate schools :
- College de théologie : département de théologie
- College des sciences humaines et sociales : division de Business Administration, division des études d'anglais, département des langues de l'Asie de l'Est, département d'éducation de l'enfant
- College de la science sanitaire et du travail social : division de l'aide sociale, département des infirmiers, département de kinésithérapie, département de l'alimentation et de la nutrition, département de counseling, département de la récréation et des sports
- College des sciences et de la technologie : département de chimie, département des sciences de la vie, département de la science informatique, département de l'horticulture, département de design de l'environnement de l'horticulture, département de la science animale, département de la technologie métratronique des voitures
- College de la culture et des arts : département d'architecture, division de la musique, division de l'art et du design
- College de la pharmacie : département de la prévention sanitaire, département de la pharmacie pré-médicale
- School of Graduate Studies
- Graduate School de théologie
- Graduate School de Business Administration
- Graduate School de la science sanitaire et de l'aide sociale

L'université est affilié au centre médical Sahmyook pour la formation des infirmiers. 

### Instituts de recherche
L'université possède une imprimerie, Sahmyook University Press, fondée en 1972, qui publie principalement des manuels de science, et des ouvrages sur la théologie et les études sociales. Elle opère plusieurs instituts et centres de recherche : 
- Institut de recherche géoscience-Asie
- Institut coréen de prévention du virus VIH et du SIDA
- Institut de recherche de la science de la vie
- Institut de recherche de la mission et de la société
- Institut coréen des problèmes liés à l'alcool
- Institut de recherche théologique
- Institut de recherche Uimyung de neuroscience

### Études à l'étranger
L'université est un membre du consortium Adventist College Abroad. Ses étudiants ont la possibilité d'effectuer une partie de leur scolarité dans d'autres universités adventistes à l'étranger.